# Lord of the Sword
Lord of the Sword (ロードオブソード? Lord of Sword) è un videogioco del 1988 sviluppato e pubblicato da SEGA per Sega Master System.

## Trama
Il protagonista del gioco è Landau che, per dimostrare di essere degno di diventare re di Baljinya, deve superare le tre prove assegnategli dagli anziani del regno.